# Lloyd (Sänger)

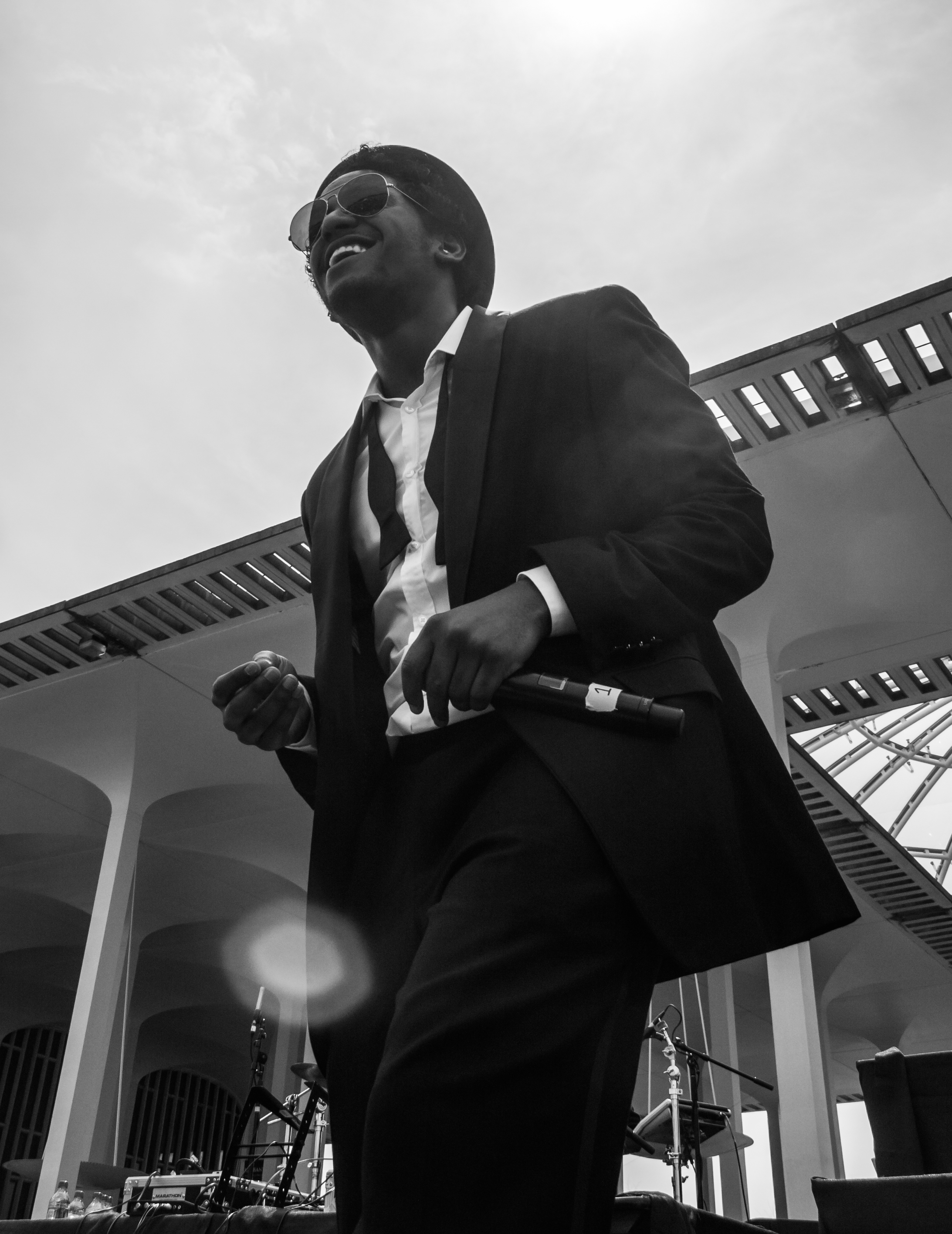
Lloyd (2012)

Lloyd (* 3. Januar 1986 in New Orleans, Louisiana; vollständiger Name Lloyd Harlin Polite junior) ist ein US-amerikanischer R&B-Sänger.

## Biografie
Lloyd Polite verlor mit zwei Jahren seinen Vater und wuchs deshalb in Atlanta mit Mutter und Schwester auf. Bereits mit zehn Jahren wurde er für eine Band namens N-Toon entdeckt, mit der er zwei Singles und 2000 das Album Toon Time veröffentlichte. Doch kurz darauf ging die Band auseinander und Lloyd suchte seinen Erfolg als Solosänger.
Nachdem es bei MJM nicht geklappt hatte, bekam er einen Vertrag bei MCA, und die erste Single Hey Young Girl war schon geplant. Doch er hatte erneut Pech: das Label wurde vor Veröffentlichung aufgelöst, und er musste sich wieder ein neues Label suchen. Auf Empfehlung von L.A. Reid wurde er schließlich von Murder Inc. unter Vertrag genommen und nahm erst einmal die Single Southside zusammen mit Ashanti auf. Sie wurde sofort ein Erfolg und kam in den offiziellen US-Charts auf Platz 24. Das folgende gleichnamige Debütalbum schaffte es in den Billboard Hot 200 sogar auf Platz elf.
In den folgenden Jahren arbeitete Lloyd mit vielen anderen bekannten Künstlern wie Ja Rule und Young Jeezy zusammen, sehr erfolgreich war seine Single You mit Lil Wayne, die in den USA ein Top-10-Hit wurde und es auch in die britischen Charts schaffte. Das zweite Album Street Love erschien 2007 und stieg auf Platz zwei der Albumcharts ein. Es erreichte Gold-Status.
Bis zum dritten Album Lessons in Love dauerte es diesmal nur etwas mehr als ein Jahr. Aber weder die Singles mit Ludacris und Lil Wayne noch das Album selbst konnten den Erfolg des Vorgängers halten, auch wenn wieder die Top-10 der Albumcharts erreicht wurden. Da einige Songs produziert worden waren, die dann nicht für das Album ausgewählt wurden, entschied sich Lloyd, ein Mixtape namens „Lessons in Love 2.0“ über seine Myspace-Seite kostenlos als Download anzubieten. Einer der Songs mit dem Titel „A Day in the Life“ wurde von Irv Gotti produziert. Lloyd meinte, dass dieser Titel nicht zur Stimmung der Platte passen würde, weshalb er zu einem Bonussong für das Mixtape wurde. Irv Gotti sah diese Entscheidung als Diss an, Lloyd hingegen bezeichnete diese Reaktion in einem Interview als unnötig.
2009 verließ Lloyd das Label The Inc´ und gründete Young Goldie Music. Als Grund für diese Entscheidung nannte er, dass zu wenig Unterstützung von Seiten des Labels gekommen sei. Ebenfalls sei es ihm unter The Inc` nicht möglich gewesen, sich frei zu entfalten, was er nun anstrebe. Nach eigenen Angaben gab es zwischen Lloyd und Irv Gotti auf der geschäftlichen Ebene zu viele Meinungsverschiedenheiten. In einem Interview sagte Lloyd, dass er aus den Fehlern der Labelbosse von The Inc´ lernen werde und seine eigenen Künstler besser behandeln werde.
Nach dem Labelwechsel nahm Lloyd in Eigeninitiative Songs für ein weiteres Album auf. Einen dieser Songs mit dem Titel Pusha (featuring Juelz Santana), der von den Runners produziert wurde, bewarb Lloyd im August 2009 über Twitter.

## Diskografie

### Studioalben
- 2004: Southside (US: Gold)
- 2007: Street Love (US: Platin)
- 2008: Lessons in Love
- 2011: King of Hearts
- 2016: The Playboy Diaries

### Mixtapes
- 2009: Lessons in Love 2.0
- 2012: Playboy Diaries

### Singles
| Jahr | Titel Album                                    | Höchstplatzierung, Gesamtwochen, AuszeichnungChartplatzierungen (Jahr, Titel, Album, Platzierungen, Wochen, Auszeichnungen, Anmerkungen) | Höchstplatzierung, Gesamtwochen, AuszeichnungChartplatzierungen (Jahr, Titel, Album, Platzierungen, Wochen, Auszeichnungen, Anmerkungen) | Höchstplatzierung, Gesamtwochen, AuszeichnungChartplatzierungen (Jahr, Titel, Album, Platzierungen, Wochen, Auszeichnungen, Anmerkungen) | Höchstplatzierung, Gesamtwochen, AuszeichnungChartplatzierungen (Jahr, Titel, Album, Platzierungen, Wochen, Auszeichnungen, Anmerkungen) | Anmerkungen                                                         |
| Jahr | Titel Album                                    | DE | AT | UK | US | Anmerkungen                                                         |
| ---- | ---------------------------------------------- | --- | --- | --- | --- | ------------------------------------------------------------------- |
| 2004 | Southside                                      | — | — | — | US24 Platin · (29 Wo.)US | Erstveröffentlichung: 5. Mai 2004 feat. Ashanti                     |
| 2006 | You Street Love                                | — | — | UK45 Gold · (3 Wo.)UK | US9 ×4Vierfachplatin · (24 Wo.)US | Erstveröffentlichung: 24. November 2006 feat. Lil Wayne             |
| 2007 | Get It Shawty Street Love                      | — | — | UK16 (22 Wo.)UK | US72 ×2Doppelplatin · (1 Wo.)US | Erstveröffentlichung: 30. März 2007                                 |
| 2008 | Girls Around the World Lessons in Love         | — | — | — | US64 (14 Wo.)US | Erstveröffentlichung: 7. Juni 2008                                  |
| 2008 | How We Do It (Around My Way) Lessons in Love   | — | — | UK75 (1 Wo.)UK | — | Erstveröffentlichung: 3. August 2008 feat. Ludacris                 |
| 2009 | Bedrock –                                      | — | — | UK9 Platin · (24 Wo.)UK | US2 ×7Siebenfachplatin + Platin (Mastertone) · (25 Wo.)US                                                                                | Erstveröffentlichung: 30. Januar 2009 mit Young Money               |
| 2010 | Lay It Down King of Hearts                     | — | — | — | US71 Platin · (19 Wo.)US | Erstveröffentlichung: 6. November 2010                              |
| 2011 | Dedication to My Ex (Miss That) King of Hearts | DE52 (7 Wo.)DE | AT6 (16 Wo.)AT | UK3 Gold · (21 Wo.)UK | US79 (5 Wo.)US | Erstveröffentlichung: 15. Oktober 2011 feat. André 3000 & Lil Wayne |

Weitere Singles
- 2004: Hey Young Girl
- 2007: Player’s Prayer
- 2008: How We Do It (Around My Way) (feat. Ludacris)
- 2008: Year of the Lover
- 2010: Set Me Free
- 2010: Let’s Get It In (feat. 50 Cent)
- 2011: Cupid
- 2011: Be the One (feat. Trey Songz & Young Jeezy)
- 2016: Tru (US: Platin)

### Gastbeiträge
- 2005: Let’s Cheat / Tango Redd
- 2005: Caught Up / Ja Rule
- 2005: Tear It Up / Young Jeezy
- 2007: When I Hustle / Huey
- 2007: Secret Admirer / Pitbull
- 2007: No More / DJ Drama
- 2008: Call Me / Ace Hood
- 2008: Love You the Right Way / Big Kuntry
- 2008: Turn Headz / Dem Franchize Boyz
- 2008: Manager / Yung Berg
- 2009: Bedrock / Young Money
- 2010: Get a Room / Khrys Lawson
- 2011: Lloyd - Hello / The Game
- 2014: Feel It / Jacquees feat. Rich Homie Quan & Lloyd (US: Gold)

## Auszeichnungen für Musikverkäufe
| Goldene Schallplatte - Neuseeland - 2025: für das Album Street Love | Platin-Schallplatte - Neuseeland - 2021: für die Single Bedrock |

Anmerkung: Auszeichnungen in Ländern aus den Charttabellen bzw. Chartboxen sind in ebendiesen zu finden.
| Land/RegionAuszeichnungen für Musikverkäufe (Land/Region, Auszeichnungen, Verkäufe, Quellen) | Gold     | Platin       | Verkäufe   | Quellen          |
| -------------------------------------------------------------------------------------------- | -------- | ------------ | ---------- | ---------------- |
| Neuseeland (RMNZ)                                                                            | Gold1    | Platin1      | 37.500     | radioscope.co.nz |
| Vereinigte Staaten (RIAA)                                                                    | 2× Gold2 | 18× Platin18 | 19.000.000 | riaa.com         |
| Vereinigtes Königreich (BPI)                                                                 | 2× Gold2 | Platin1      | 660.000    | bpi.co.uk        |
| Insgesamt                                                                                    | 5× Gold5 | 20× Platin20 |            |                  |